# Estación de Guntershausen
La estación de Guntershausen es una estación ferroviaria de la localidad de Guntershausen, perteneciente a la comuna suiza de Aadorf, en el Cantón de Turgovia.

## Historia y situación
La estación de Guntershausen fue inaugurada en el año 1855 con la puesta en servicio de la línea Wil - Winterthur por parte del Sankt Gallisch-Appenzellischen Eisenbahn. En 1902 fue integrada en los SBB-CFF-FFS.
Se encuentra ubicada en el centro del núcleo urbano de la localidad de Guntershausen, en el sur de la comuna de Aadorf. Cuenta con un único andén central al que acceden dos vías pasantes.
En términos ferroviarios, la estación se sitúa en la línea Wil - Winterthur. Sus dependencias ferroviarias colaterales son la estación de Eschlikon hacia Wil, y la estación de Aadorf en dirección Winterthur.

## Servicios ferroviarios
Los servicios ferroviarios de esta estación están prestados por SBB-CFF-FFS:

### S-Bahn Zúrich
La estación está integrada dentro de la red de trenes de cercanías S-Bahn Zúrich, y en la que efectúan parada los trenes de una línea perteneciente a S-Bahn Zúrich:
- S 35 Winterthur - Elgg – Wil